# 김광일 (1942년)
김광일(金光一, 1942년 1월 6일 ~ )은 대한민국의 언론인이다.

## 학력
- 1960년 제물포고등학교 졸업
- 1964년 연세대학교 정치외교학과 졸업
- 1985년 국방대학원 안보과정 수료

## 경력
- 1966년: KBS 공채 기자
- 1981년: KBS 보도본부 사회부 부장
- 1983년: KBS 지방부 부장
- 1985년: KBS 뉴스파노라마 부장
- 1985년: KBS 부주간
- 1986년: KBS 뉴스센터 부주간 해설위원
- 1989년: KBS 미주총국 뉴욕지국장
- 1993년: KBS 보도국 취재주간
- 1995년: KBS보도본부 국제주간
- 1995년: KBS 부산방송총국 총국장
- 1998년 4월: KBS 인력개발센터 국장
- 1999년 ~ 2000년 3월: KBS 보도국 전문기자(국장급)
- 2000년 5월: 방송위원회 방송발전기금관리위원회 위원
- 2001년 ~ 2004년 YTN 상근감사
- 가희 사외이사

## 텔레비전 방송
- 1980년 KBS1 KBS 뉴스 9
- 1986년 KBS1 뉴스 645[1]
- 1986년 KBS1 KBS 뉴스센터
- 1988년 KBS1 KBS 뉴스 9[2]
- 1989년 KBS1 르포 60
- 1993년 KBS2 KBS 뉴스쇼
- 1993년 KBS2 KBS 뉴스비전
- 1993년 KBS1 KBS 뉴스 7
- 1994년 KBS1 KBS 뉴스 9 - 주말[3]